# Ctenocella ceratophyta
Ctenocella ceratophyta är en korallart som först beskrevs av Carl von Linné 1758.  Ctenocella ceratophyta ingår i släktet Ctenocella och familjen Ellisellidae. Inga underarter finns listade i Catalogue of Life.